# Форест (окръг, Пенсилвания)
Окръг Форест (на английски: Forest County) е окръг в щата Пенсилвания, Съединени американски щати. Площта му е 1116 km², а населението - 7297 души (2017). Административен център е град Тионеста.